# Eleccions legislatives turques de 1987
Les eleccions legislatives turques de 1987 se celebraren el 29 d'octubre de 1987 per a renovar els 450 diputats de la Gran Assemblea Nacional de Turquia. El partit més votat fou el Partit de la Mare Pàtria, qui va assolir gran majoria de governar, i Turgut Özal fou nomenat primer ministre de Turquia fins que el 1989 fou escollit president de Turquia, i fou substituït per Yıldırım Akbulut.
Resultats de les eleccions a l'Assemblea de Turquia de 29 d'octubre de 1987.
| Partits      | Partits                                                            | Vots       | Vots   | Vots  | Escons | Escons |
| Partits      | Partits                                                            | No.        | %      | +− %  | No.    | +−     |
| ------------ | ------------------------------------------------------------------ | ---------- | ------ | ----- | ------ | ------ |
|              | Partit de la Mare Pàtria (Anavatan Partisi)                        | 8.704.335  | 36,31  | -8,83 | 292    | -81    |
|              | Partit Socialdemòcrata Populista (Sosyaldemokrat Halkçı Partisi)   | 5.931.000  | 24,74  | --    | 99     | --     |
|              | Partit de la Recta Via (Doğru Yol Partisi)                         | 4.587.062  | 19,14  | --    | 62     | --     |
|              | Partit Democràtic d'Esquerra (Demokratik Sol Parti)                | 2.044.576  | 8,53   | --    | 0      | --     |
|              | Partit del Benestar (Refah Partisi)                                | 1.717.425  | 7,16   | --    | 0      | --     |
|              | Partit Nacionalista dels Treballadors (Milliyetçi Çalışma Partisi) | 701.538    | 2,93   |       | 0      |        |
|              | Partit Reformista de la Democràcia (Islahatçı Demokrasi Partisi)   | 196.272    | 0,82   |       | 0      |        |
|              | Independents                                                       | 89.321     | 0,37   | -0,76 | 0      |        |
| Vots vàlids  | Vots vàlids                                                        | 23.971.629 | 100,00 |       | 450    | 0      |
| Vots nuls    | Vots nuls                                                          | 99.166     |        |       |        |        |
| Vots totals  | Vots totals                                                        | 24.603.541 |        |       |        |        |
| Electorat    | Electorat                                                          | 26,376,926 |        |       |        |        |
| Participació | Participació                                                       | 93,3       |        |       |        |        |